# Pindorama (kommun)
Pindorama är en kommun i Brasilien.   Den ligger i delstaten São Paulo, i den sydöstra delen av landet, 600 km söder om huvudstaden Brasília. Antalet invånare är 15 043.
Följande samhällen finns i Pindorama:
- Pindorama

Trakten runt Pindorama består till största delen av jordbruksmark. Runt Pindorama är det ganska tätbefolkat, med 72 invånare per kvadratkilometer.